# Lea Rabin

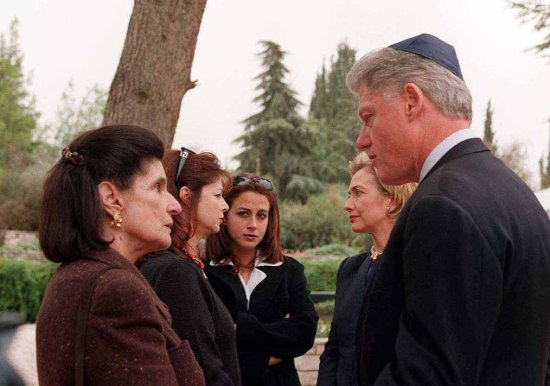
Lea Rabin met haar dochters en Bill en Hillary Clinton bij het graf van Yitzchak Rabin (1998)

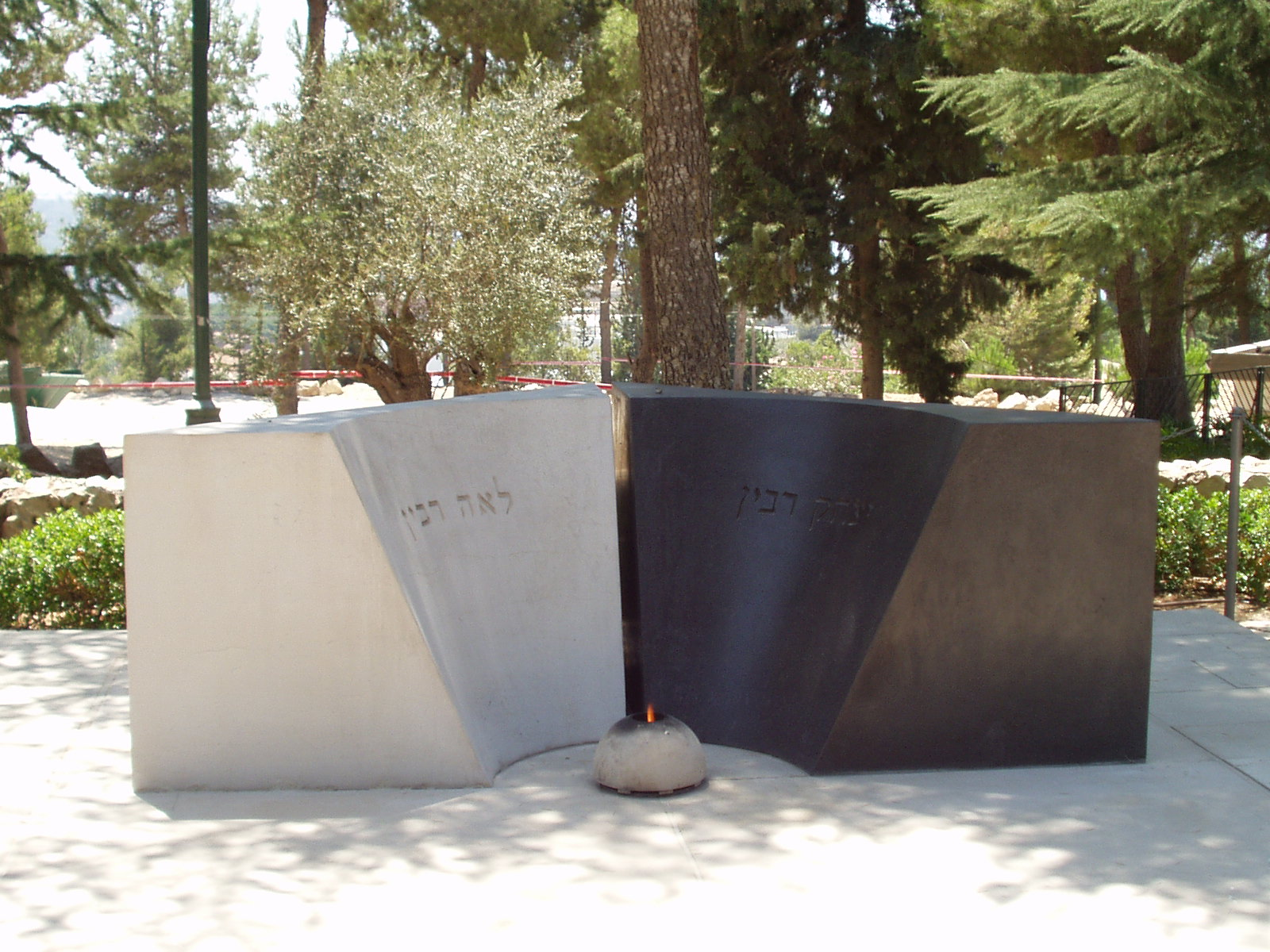
Het graf van Yitzhak en Lea Rabin op Mount Herzl (2005)

Lea (Leah) Rabin (Koningsbergen, 8 april 1928 - Petah Tikva, 12 november 2000) was een Israëlische vredesactiviste. Ze was getrouwd met de in november 1995 vermoorde Israëlische minister-president Yitzchak Rabin.

## Biografie
Lea Rabin werd in 1928 als Lea Schlossberg geboren in Koningsbergen, de hoofdstad van het voormalige Oost-Pruisen, Duitsland. Haar familie verhuisde in 1933 naar Palestina, waar ze op school Yitzchak Rabin leerde kennen. Ze trouwden in 1948, het jaar waarin Israël onafhankelijk werd.
In 1977 werd bekend dat Lea Rabin een dollarrekening had in de Verenigde Staten, iets wat in die tijd door de Israëlische overheid was verboden. Yitzchak Rabin, die toen bezig was aan zijn eerste ambtstermijn als minister-president, nam hiervoor verantwoordelijkheid en liet zich vervangen door Shimon Peres.
Lea Rabin steunde de pogingen van haar man om het Arabisch-Israëlische conflict op te lossen. Na zijn dood bleef ze zich daarvoor inzetten. Bij de Israëlische verkiezingen van 1996 sprak ze haar steun uit voor Shimon Peres en uitte ze haar teleurstelling toen bleek dat die waren gewonnen door Benjamin Netanyahu. In de aanloop naar de verkiezingen van 1999 steunde ze Ehud Barak. Nadat deze minister-president was geworden veranderde ze echter van mening over hem, vooral omdat duidelijk werd dat hij een territoriaal compromis in Jeruzalem bleek voor te staan.
In 1996 ontving Lea Rabin de Buber-Rosenzweig-Medaille. Over haar leven met Yitzchak Rabin schreef ze een boek, dat in 1997 verscheen.
Lea Rabin overleed op 12 november 2000 op 72-jarige leeftijd in de Israëlische stad Petah Tikva, een week na de vijfde verjaardag van de moord op haar man. Ze werd naast hem begraven op Herzlberg.